# Mulanay
Mulanay es un municipio filipino de primera clase, perteneciente a la provincia de Quezon, en la región de Calabarzon.

## Historia
Hacia mediados del siglo XIX, el lugar, ya por entonces perteneciente a la provincia de Tayabas, tenía contabilizada una población de 1229 habitantes, repartidos en 111 casas. Aparece descrito en el segundo volumen del Diccionario geográfico, estadístico, histórico de las Islas Filipinas (1851) de Manuel Buzeta Núñez y Felipe Bravo con las siguientes palabras:

MULANAY: pueblo con cura y gobernadorcillo, en la isla de Luzon, prov. de Tayabas, dióc. de Nueva-Cáceres; sit. en los 126° 4' 20" long., 13° 31' 30" lat., en terreno llano, á la orilla izq. de un r., en la costa S. O. de la prov.; clima templado y saludable. Tiene unas 111 casas, la parroquial, la de comunidad, donde está la cárcel, una escuela de instruccion primaria dotada de los fondos de comunidad, una igl. parr. servida por un cura secular y un cementerio fuera de la pobl. Comunícase este pueblo con sus inmediatos los de lacosta, por el mar, y recibe de la cab. de la prov. el correo semanal en dias indeterminados. Confina el term. por N. o: con el de Catanauan; por N. E. con los montes del centro de la prov., y por O. y S. O. con el mar. El terreno es montuoso; hay sin embargo algunas llanuras donde estan las sementeras. En los montes se crian maderas para la construccion de pequeñas embarcaciones, caza, alguna miel y cera que depositan las abejas en los sitios que hallan mas á propósito. En el terreno cultivado las prod. son arroz, maiz, caña dulce, legumbres, frutas, algodon, abacá y ajonjolí. La agricultura y la pesca son las principales ocupaciones de los habit. pobl. 1,229 alm., 299 ½ trib., que hacen 2,995 rs. plata, equivalentes á 7,487 ½ reales vellon.
(Buzeta y Bravo, 1851, p. 346)

En 2020, tenía censados 55 576 habitantes.